# Anosia malossona
Anosia malossona är en fjärilsart som beskrevs av Hans Fruhstorfer 1899. Anosia malossona ingår i släktet Anosia och familjen praktfjärilar. Inga underarter finns listade i Catalogue of Life.